# Jacob August Lockhart Clarke
Jacob Augustus Lockhart Clarke (* 1817 in London; † 25. Januar 1880 ebenda) war ein englischer Anatom, Physiologe, Histopathologe und Neurologe.
Jacob A. L. Clarke studierte zunächst in Frankreich und erhielt dann seine medizinische Ausbildung am Guy’s Hospital und St. Thomas’ Hospital in London. Er gründete eine private Praxis in Pimlico, London, und setzte seine physiologisch-histologischen Studien über das zentrale Nervensystem zwischen 1851 und 1868 am St. George’s Hospital fort. 1854 wurde er zum Mitglied der Royal Society gewählt, die ihm 1864 eine Goldmedaille verlieh.
Nach ihm ist die Clarkesche Säule (Nucleus thoracicus posterior) im Hinterhorn des Rückenmarks benannt.
Um 1858 war er mit Joseph von Gerlach einer der Begründer der Karminfärbung.

## Veröffentlichungen
- Further researches on the grey substance of the spinal cord; London 1859.
- On a case of muscular atrophy, with disease of the spinal cord and medulla oblongata. In: Med.-chir. Transaction. Band 50, 1867, S. 489–496.